# San Miniato

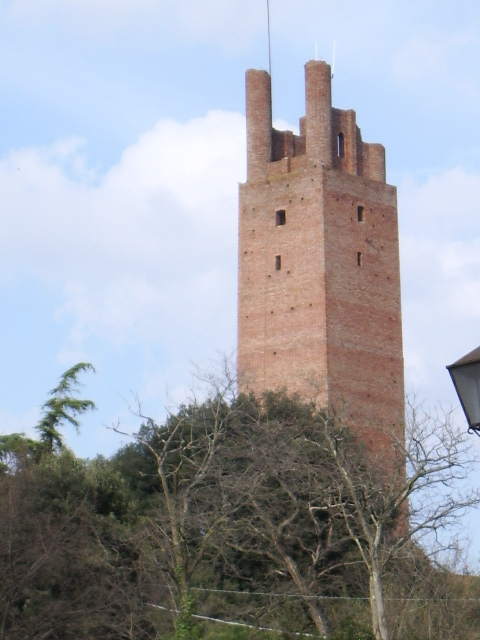
Rocca (lâu đài) của San Miniato.

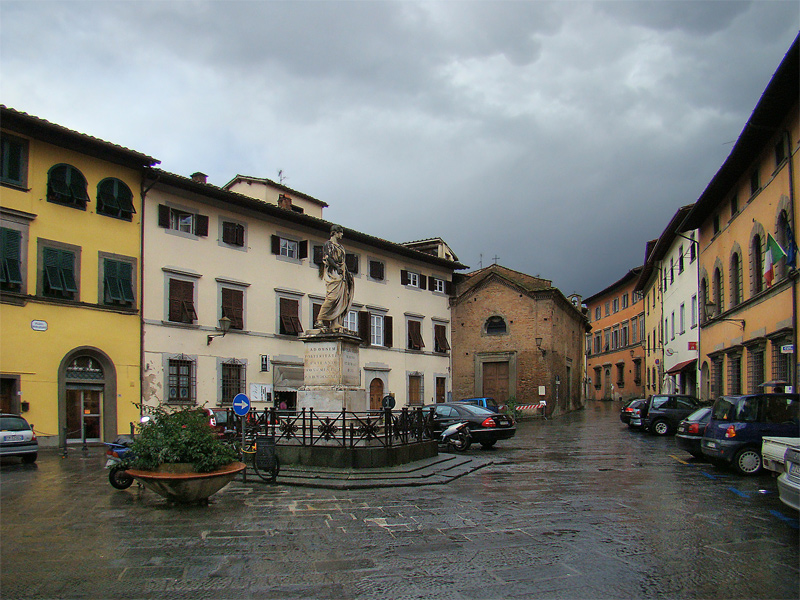
Piazza Buonaparte.

San Miniato là một đô thị và thị xã của Ý. Đô thị này thuộc tỉnh Pisa trong vùng Toscana. San Miniato có diện tích 102 km2, dân số theo ước tính năm 2010 của Viện thống kê quốc gia Ý là 27.979 người. 
Các đơn vị dân cư:
Đô thị San Miniato giáp với các đô thị: